# Toco (Texas)
Toco es una ciudad ubicada en el condado de Lamar en el estado estadounidense de Texas. En el Censo de 2010 tenía una población de 75 habitantes y una densidad poblacional de 169,34 personas por km².

## Geografía
Toco se encuentra ubicada en las coordenadas 33°39′14″N 95°38′58″O / 33.65389, -95.64944. Según la Oficina del Censo de los Estados Unidos, Toco tiene una superficie total de 0.44 km², de la cual 0.44 km² corresponden a tierra firme y (0.58%) 0 km² es agua.

## Demografía
Según el censo de 2010, había 75 personas residiendo en Toco. La densidad de población era de 169,34 hab./km². De los 75 habitantes, Toco estaba compuesto por el 22.67% blancos, el 72% eran afroamericanos, el 0% eran amerindios, el 0% eran asiáticos, el 0% eran isleños del Pacífico, el 1.33% eran de otras razas y el 4% pertenecían a dos o más razas. Del total de la población el 9.33% eran hispanos o latinos de cualquier raza.